# Thomas Hansen
Pour les articles homonymes, voir Thomas Hansen (homonymie) et Hansen.
Saint Thomas (né Thomas Hansen le 13 février 1976 à Oslo, Norvège et mort le 5 septembre 2007 à Oslo, Norvège) est un chanteur et musicien norvégien.
Dépressif, il est retrouvé mort dans son appartement d'Oslo le 10 septembre 2007. Les causes de sa mort ne sont pas connues.

## Discographie
- 1999 : Surfer's Morning
- 1999 : Songs EP
- 2000 : Mysterious Walks
- 2001 : The Cornerman EP
- 2001 : I'm Coming Home
- 2003 : A Long Long Time EP
- 2003 : Hey Harmony
- 2003 : Live In Europe
- 2004 : Winter Sprinter EP
- 2004 : Let's Grow Together - The Comeback Of St. Thomas
- 2005 : Morning Dancer EP
- 2005 : Children Of The New Brigade
- 2006 : There's Only One Of Me
- 2008 : St. Thomas